# 리사 비달
리사 비달(Lisa Vidal, 1965년 6월 13일 ~ )은 미국의 배우이다.

## 출연 작품
- 빅터 (2015)
- 더 이벤트 (2010)
- 시그널 로스트 (2009)
- 스타 트렉: 더 비기닝 (2009)
- 다크 미러 (2007)
- 스미스 (2006)
- 오드 걸 아웃 (2005)
- 체이싱 파피 (2003)
- 백 슬라이더 (1999)
- 펠햄 123 (1998)
- 원더풀 아이스크림 (1998)
- 뉴욕 캅 (1998)
- 네이키드 시티 (1998)
- 써드 트윈 (1997)
- 이대로가 좋다 (1994, I Like It Like That)
- 나이트메어 비치 (1989)
- 크리스마스 이브 (1986)

### 텔레비전
- 코스비 가족 만세 (1987)
- 마이애미의 두 형사 (1988)
- 로앤오더 (1992)
- 서드 워치 (1999-2001)
- ER (2001-04)
- 보스턴 리걸 (2006)
- 크리미널 마인드 (2006)
- 넘버스 (2007)
- CSI: 마이애미 (2009)
- 사우스랜드 (2009-10)
- 아메리칸 호러 스토리: 머더 하우스 (2011)
- 그림 형제 (2012-13)
- 셰임리스 (2014)
- 로즈우드 (2015-16)
- 시카고 PD (2019)
- 그레이 아나토미 (2020-21)